# Luc Ravel
Pour les articles homonymes, voir Ravel.
Luc Ravel, né le 21 mai 1957 à Paris, est un prélat catholique français, archevêque de Strasbourg de 2017 à 2023.
Il est membre de l’Académie des sciences morales et politiques depuis 2022.

## Biographie

### Famille
Par son père, le général Roger Ravel, Luc Ravel est d’ascendance martiniquaise (Fort-de-France) et réunionnaise (Le Tampon) et par sa mère, Juliette Fabre, du village de Callas (Var). Il est le troisième enfant d’une fratrie de trois filles et quatre garçons, parmi lesquels Jean-Gabriel, moine de l’abbaye d'Ourscamp.

### Formation
Polytechnicien (promotion X77), et ingénieur diplômé de l’École nationale supérieure du pétrole et des moteurs, il étudie la philosophie et la théologie à l’abbaye Saint-Pierre de Champagne, en Ardèche, et à l’université de Poitiers. Il prononce sa profession solennelle le 7 décembre 1985 chez les chanoines réguliers de Saint Victor, ordre affilié à la confédération des chanoines réguliers de saint Augustin, puis est ordonné prêtre le 25 juin 1988.

### Principaux ministères
Prieur de Saint-Charles de Porrentruy dans le canton du Jura en Suisse, puis de Montbron au prieuré « Marie médiatrice », au sein du doyenné Tardoire et Bandiat, en Charente, il rejoint l’abbaye de Champagne, où il est maître des novices de 1996 à 2007, et sous-prieur à partir de 2003. Il fonde Notre-Dame de l’Écoute, pour les veufs, séparés et célibataires.

#### Évêque aux Armées françaises
Benoît XVI le nomme évêque aux Armées françaises le 7 octobre 2009.
La consécration épiscopale lui a été conférée le 29 novembre 2009 à Notre-Dame de Paris par le cardinal Vingt-Trois, archevêque de Paris, assisté de Henri Brincard, évêque du Puy-en-Velay, et de Patrick Le Gal, ancien évêque aux Armées et évêque auxiliaire de Lyon. Il devient aumônier militaire en chef du culte catholique à compter du 30 novembre 2009.
Au sein de la Conférence des évêques de France, il est membre depuis 2011 de la Commission doctrinale.

#### Archevêque de Strasbourg
Le pape François le nomme, par bulle apostolique en date du 9 décembre 2016, archevêque de Strasbourg, en remplacement de Jean-Pierre Grallet, atteint par la limite d’âge imposée par le droit canonique (75 ans).
Conformément au Droit local en Alsace et en Moselle, cette nomination est agréée par décret du président de la République du 16 février 2017, publié au Journal officiel le lendemain,. La cérémonie d’installation dans son nouveau siège épiscopal a eu lieu le 2 avril suivant.

##### Démission

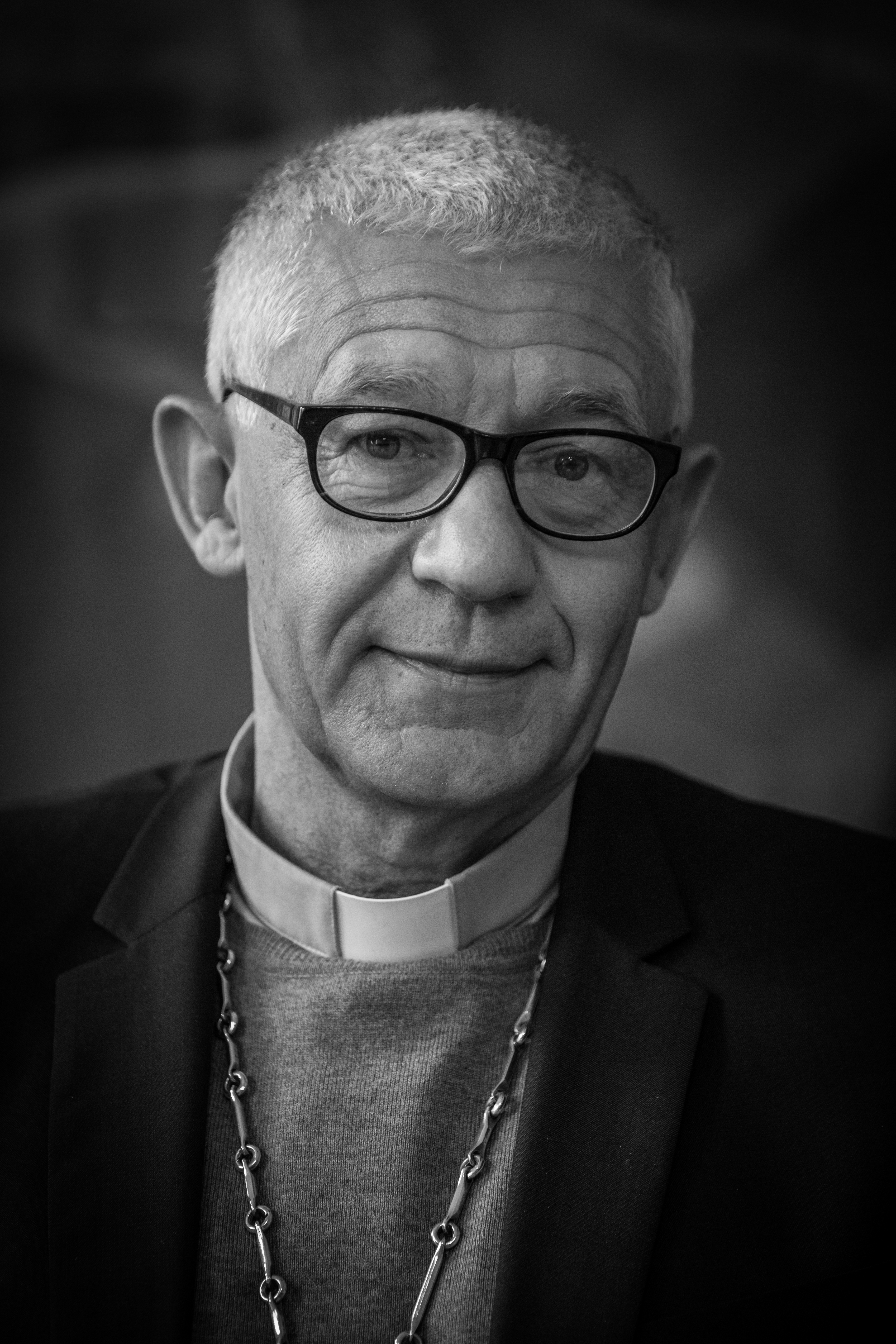
Luc Ravel en 2017.

En juin 2022, l’archidiocèse de Strasbourg fait l'objet d’une visite apostolique sur ordre du pape François, à la suite d'informations parvenues au Saint-Siège «relatives au gouvernement pastoral» de Luc Ravel. Celle-ci est menée par l’évêque de Pontoise, Stanislas Lalanne, assisté de Joël Mercier, secrétaire émérite du dicastère pour le clergé.
Le 4 avril 2023, il écarte son évêque auxiliaire Christian Kratz de son conseil épiscopal et lui retire sa délégation de vicaire général, en invoquant la mauvaise gestion de l'affaire de l'ex-prêtre suicidé Emmanuel Walch,. Cela conduit à une manifestation demandant sa démission. Il aurait été prié « par Rome de présenter sa démission ». Le lendemain, Luc Ravel écarte du conseil épiscopal le chanoine Hubert Schmitt, vicaire général, et lui retire ses fonctions à la suite de la révélation d’une affaire judiciaire le concernant sur un servant de messe,. Le 9 avril 2023, son 2e évêque auxiliaire, Gilles Reithinger, est entendu par la justice dans une affaire de viols présumés sur des adultes concernant un de ses anciens collaborateurs, alors qu’il était le supérieur des Missions étrangères de Paris.
Le 19 avril 2023, La Croix révèle que sa démission est imminente, à la suite de la visite apostolique de 2022. Celle-ci aurait révélé un « gouvernement autoritaire ». Le même jour, les Dernières nouvelles d’Alsace révèlent que le chancelier du diocèse, Bernard Xibaut, est sous le coup d’une enquête canonique, depuis l’automne 2022, pour des gestes déplacés envers un séminariste. Luc Ravel annonce sa démission dès le lendemain.
Par décret du président de la République en date de 24 mai 2023, publié au Journal officiel le 27 mai, sa démission est agréée. Elle est acceptée par le pape François le même jour.

### Académie des sciences morales et politiques
Luc Ravel est élu membre de l’Académie des sciences morales et politiques le 28 novembre 2022 dans la section « morale et sociologie » au fauteuil précédemment occupé par Jean Cluzel. Cette élection est approuvée par décret du président de la République en date du 19 décembre suivant.
Il est installé officiellement le 2 octobre 2023 sous la coupole de l'Institut de France.

## Prises de position

### Sur la République laïque
En février 2015, un mois après l’attentat terroriste perpétré contre Charlie Hebdo, dans le mensuel d’information de l’aumônerie catholique aux Armées EGMIL, Luc Ravel signe, en sa qualité d’évêque aux Armées françaises, un éditorial dans lequel il déclare : 
« D’un côté, des adversaires déclarés et reconnus : les terroristes de la bombe, vengeurs du prophète. De l’autre côté, des adversaires non déclarés mais bien connus : les terroristes de la pensée, prescripteurs de la laïcité, adorateurs de la République.»
À la suite de cette publication, le ministère des Armées fait retirer son logo de la publication.
En avril 2017, lors de la cérémonie d’installation dans son nouveau siège épiscopal, il plaide pour « une laïcité de convergence », et affirme son attachement au régime concordataire d’Alsace-Moselle.

### Sur l’interruption volontaire de grossesse, la natalité et le concept de «grand remplacement»
En février 2015, dans le même éditorial du mensuel EGMIL exprime son opposition à l’IVG en établissant un parallèle avec les attentats qui viennent d’avoir lieu : 
« Dans quel camp se situer comme chrétien ? Nous ne voulons pas être pris en otage par des islamistes. Mais nous ne souhaitons pas être pris en otage par des bienpensants. L’idéologie islamique vient de faire 17 victimes en France. Mais l’idéologie de la bienpensance fait chaque année 200 000 victimes dans le sein de leur mère. L’IVG devenue droit fondamental est une arme de destruction massive. Alliés pour la France avec d’autres, nous devons faire front contre les attaques terroristes explicites. Mais, pour autant, nous ne devons pas cautionner les folies de l’euthanasie, du mariage pour tous et autres caricatures de Charlie Hebdo. »
En juillet 2017, lors d’une entrevue donnée au journal Dernières Nouvelles d'Alsace, il déclare qu’en France, l’IVG « n’est pas seulement concédé mais promu ». Parlant également du taux de fécondité en France, Luc Ravel évoque le « grand remplacement » dans le même entretien.

### Élection présidentielle de 2022
Luc Ravel a exprimé publiquement son soutien à Emmanuel Macron sans appeler explicitement à voter pour lui au second tour de l’élection présidentielle de 2022 mais en précisant cependant que tel était son choix à titre personnel.

## Ouvrages
- Comme un cœur qui écoute, éditions Artège, mars 2019, 232 p. (ISBN 9791033608257)

- Le « Care » chrétien. ou la révolution de l'amour, Paris, éditions Salvator, janvier 2023, 195 p. (ISBN 978-2-7067-2345-2)

### Blasonnement

Blason archiépiscopal de Luc Ravel.

## Distinction
- Chevalier de la Légion d'honneur, promotion du 1er janvier 2021[24].

## Héraldique

### Signification personnelle des armoiries
Le bœuf y symbolise l’évangéliste Luc, son saint patron, l’escarboucle, signe de la charité, y rappelle son appartenance à la congrégation des chanoines réguliers de Saint Victor, les deux rameaux d’olivier jaillissant de la croix plantée, signe de paix, y évoquent l’enracinement familial de Luc Ravel au service de l’Armée française.

### Devise épiscopale
Sa devise épiscopale est en latin « Est, Est », qui se traduit par « Oui, Oui » et qui fait référence à un passage de l’évangile de Matthieu, dans la version latine de la Vulgate : « sic autem sermo est est non non quod autem his abundantius est a malo est ») : « Que votre oui soit oui, que votre non soit non, tout le reste vient du démon » (Mt 5,37).